# جيمس هارفي
جيمس هارفي (بالإنجليزية: James Harvey)‏ مواليد 15 فبراير 1979، هو لاعب كرة سلة أسترالي بدأ مسيرته الاحترافية في سنة 1998. يبلغ طوله 6 قدم 5 بوصة (2.0 م).

## روابط خارجية
- جيمس هارفي على موقع الاتحاد الدولي لكرة السلة (الإنجليزية)
- جيمس هارفي على موقع كرة السلة الأوروبية.كوم (الإنجليزية)
- جيمس هارفي على موقع ريلجم (الإنجليزية)
- جيمس هارفي على موقع بروبوليرز (الإنجليزية)
- جيمس هارفي على موقع سبورتس رفرنس (الإنجليزية)